# William Callow
William Callow (* 28. Juli 1812 in Greenwich, heute ein Teil von London; † Februar 1908 in Great Missenden, Buckinghamshire, England) war ein englischer Landschaftsmaler, Graveur und Aquarellist des 19. Jahrhunderts.

## Leben
Callow ging bei dem Künstler Copley Fielding in die Lehre und lernte bei diesem das Zeichnen in der Natur (plein air). Weitere Fertigkeiten erwarb er sich bei den Söhnen Fieldings, bei Theodor und Thales Fielding, in den Jahren von 1825 bis 1827, so das Kolorieren von Drucken und die Aquatintatechnik. In diesen Jahren erlernte er zusätzlich die Kunst des Aquarells.
1829 besorgte Thales Fielding Callow eine Anstellung als Graveur in Paris, wo er zusammen mit seinem Freund Charles Bentley arbeitete. In Paris wandte er sich auf Anregung von Thomas Shotter Boys wieder dem Aquarell zu. Im Pariser Salon von 1831 stellte er sein Aquarell Richmond Hill aus und wurde danach als Kunstlehrer für die Familie des französischen Königs Louis-Philippe I. engagiert. Mehrere Jahre lang gab er den Königskindern Louis d’Orléans, duc de Nemours und der Prinzessin Clémentine Kunstunterricht. in dieser Zeit wurden seine Arbeiten in England beliebt.
Callow wurde in die Royal Watercolour Society (RWS), die Old Water Colour Society, gewählt und kehrte 1841 zurück nach London. Er begann größere Werke zu malen und entfernte sich von seinem früheren, eher flüchtigen Stil seiner kleineren Arbeiten. Er hatte viele Schüler und befand sich in der Gunst der königlichen Familie. 1855 siedelte er nach Buckinghamshire um, wo er bis zu seinem Tode blieb.
Callow machte ausgedehnte Reisen über die Niederlande, Belgien, eine Rheinreise und danach durch die Schweiz nach Italien. Über die frühen Reisen führte er ein detailliertes Tagebuch mit Angaben zu Personen, Ereignissen und Landschaften. Diese Aufzeichnungen ermöglichten ihm, kurz vor seinem Tod 1908 H. M. Cundall seine Autobiografie zu diktieren.
Callow war mit Harriet Ann Smart verheiratet, einer Tochter des Geigers Henry Smart.

## Werke

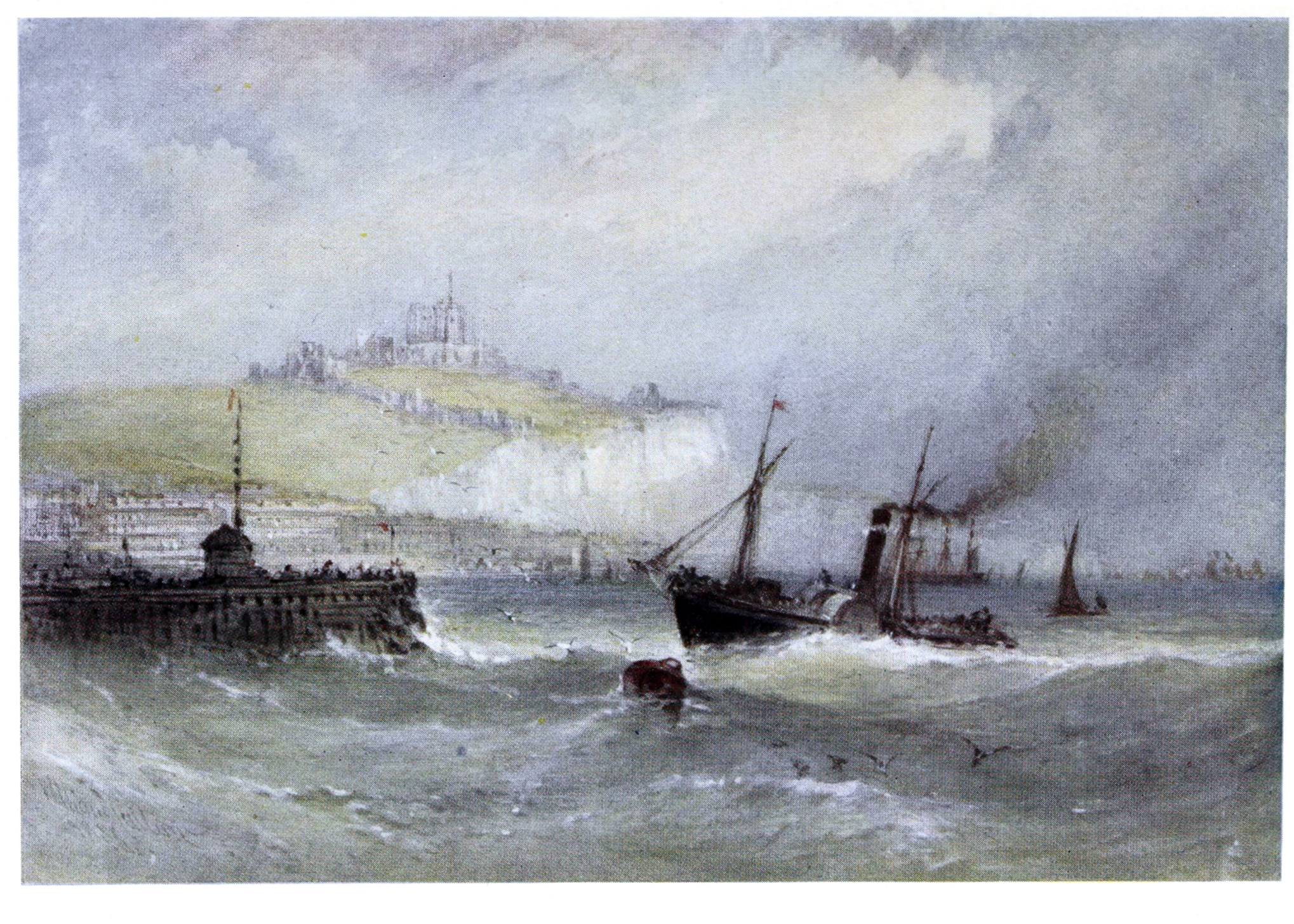
Entrance to the Harbor. Dover („Einfahrt zum Hafen von Dover“)

- ca. 1838: Die Einfahrt zum Hafen von Marseilles. Aquarell, 20,7 × 29,7 cm; The Art Institute of Chicago, Chicago, Illinois, USA.
- 1847: Die Pfalz bei Kaub.
- 1851: Frankfurt am Main. Tinte, Wasserfarben, 49×26,5 cm
- 1866: Gondel auf dem Canal Grande, Venedig. Aquarell, 45,4 × 35,2 cm; Denver Art Museum, Denver, Colorado, USA.
- 1875: Dürers Haus in Nürnberg. Bleistift, Wasserfarben, 55 × 41 cm, Denver Art Museum, Denver, Colorado, USA.
- 1908: Würzburg, Bleistiftzeichnung.
- Der Marktplatz und der Palazzo della Ragione in Padua. Bleistift, Tinte und Wasserfarben, 21 × 29,8 cm.
- On the Medway, Öl auf Leinwand, 127,1 × 76,3 cm, Zuschreibung; Laing Art Gallery, Newcastle-upon-Tyne, England.

## Veröffentlichungen
- Autobiografie: William Callow RWS FRGS - An Autobiography. Adam and Charles Black, London 1908; Herausgeber: H. M. Cundall.